# Liste der Fornminnen in Dal

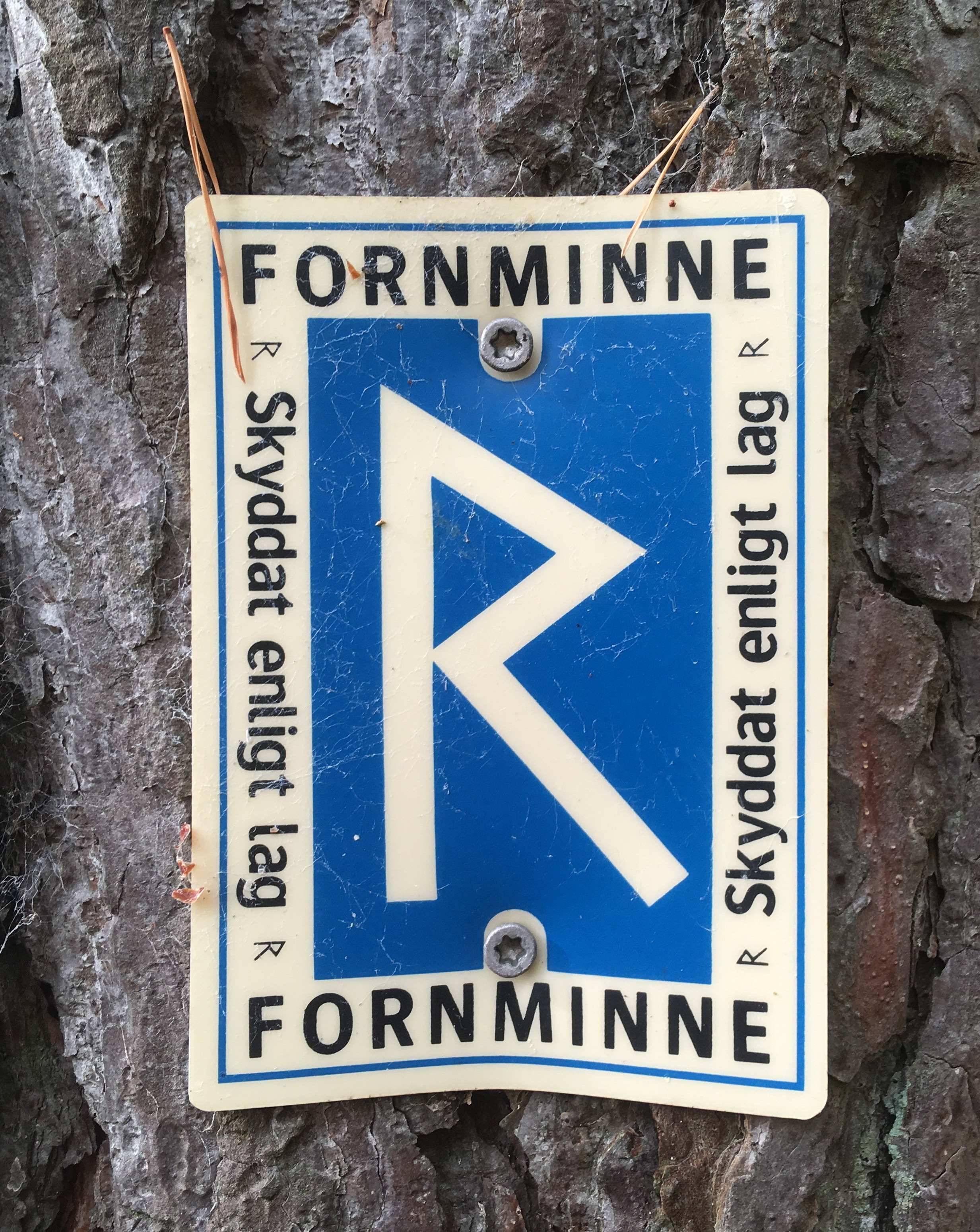
Zeichen für „Fornminnen“ in Schweden

Diese Liste der Fornminnen in Dal zeigt die „Alten/antiken Denkmale“ (schwedisch fornminnen) im ehemaligen Socken Dal in der heutigen Gemeinde Kramfors der schwedischen Provinz Västernorrlands län, sie ist eine Teilliste der „Liste der Fornminnen in Västernorrland“. Die Aufteilung basiert auf der historischen Zuordnung der Gebiete in Socken (siehe auch) und der Einteilung des Zentralamts für Denkmalpflege Riksantikvarieämbetet (RAÄ). Es werden die Fornminnen aufgeführt, die auf dem Suchdienst „Fornsök“ registriert sind, welcher weitere Informationen zu den bekannten kulturhistorischen Überresten in Schweden enthält.

## Begriffserklärung
Fornminnen (schwedisch für alte/antike Denkmale oder archäologische Funde) sind in Schweden alte Objekte und archäologische Funde (Fornlämningar), welche die Überreste menschlicher Aktivitäten in der Vergangenheit bezeichnen, die durch frühere Nutzung entstanden sind und dauerhaft aufgegeben wurden. Dabei gilt für Fornminnen, die vor 1850 entstanden sind, dass sie automatisch durch das Gesetz geschützt sind. Aber auch jüngere Überreste können zu Bodendenkmalen erklärt werden, wenn sie sich an ihrem ursprünglichen Standort befinden und weitgehend erdgebunden sind. Als Fornminnen zählen u. a. Siedlungen und Siedlungsreste aus prähistorischer Zeit, Gräber und Grabstätten, Burgruinen, Ruinen von Klöstern, Kirchen und Schlössern, Steine und Felsen mit Inschriften und Bildern (z. B. Runensteine und Petroglyphen), insofern sie nicht schon als Einzeldenkmal unter Byggnadsminnen (schwedisch für Baudenkmale) oder kyrkliga Kulturminnen (schwedisch für kirchliches Kulturgut) ausgewiesen sind.

## Legende
| ID           | = | ID.Nr. des Denkmalregisters (Fornsök) im schwedische Amt für nationales Kulturerbe (Riksantikvarieämbetet (RAÄ)) |
| Lage         | = | Koordinatenangabe des Standorts                                                                                  |
| Bezeichnung  | = | Bezeichnung des Denkmalobjekts (auch RAÄ-Nr.)                                                                    |
| Beschreibung | = | Name (Denkmaltyp/Dokumentenverweis im Arkivsök) sowie eine kurze Beschreibung des Objekts                        |
| Bild         | = | Bild des Objekts sowie Verweis auf weitere Bilder                                                                |

## Liste Fornminnen Dal
| ID             | Lage    | Bezeichnung (RAÄ-Nr.) | Beschreibung | Bild           |
| -------------- | ------- | --------------------- | --- | -------------- |
| 10245700010001 | (Karte) | Dal 1:1               | Dal 1:1 (Hügelgrab / L1936:2169) rundes (etwa 18 m Durchmesser) Hügelgrab bis zu 2 m hoch, inmitten einer Hofanlage in der Ortschaft Norum am Nordufer des Sees Lesjön | Weitere Bilder |
| 10245700020001 | (Karte) | Dal 2:1               | Dal 2:1 (Hügelgrab / L1936:2153) östliches von 2 Hügelgräbern, zusammen mit Dal 2:2 (L1936:2711); rundes (etwa 9 m Durchmesser) Hügelgrab, bis zu 1 m hoch mit mittiger Grube (etwa 3 m Durchmesser); im Wald östlich des Hofgrundstücks Kyrkdal 313, etwa 400 m östlich der Ortslage                                                    | Weitere Bilder |
| 10245700020002 | (Karte) | Dal 2:2               | Dal 2:2 (Hügelgrab / L1936:2711) westliches von 2 Hügelgräbern, zusammen mit Dal 2:1 (L1936:2153); rundes (etwa 6 m Durchmesser) Hügelgrab, bis zu 0,6 m hoch mit mittiger Grube (etwa 2 m Durchmesser); im Wald östlich des Hofgrundstücks Kyrkdal 313, etwa 400 m östlich der Ortslage                                                 | Weitere Bilder |
| 10245700040001 | (Karte) | Dal 4:1               | Dal 4:1 (Gräberfeld / L1936:2154) ovales (50 x 30 m) Gräberfeld ca. 200 m nördlich der Ortschaft Galagök, bestehend aus 6 Hügelgräbern (zwischen 5 und 7 m Durchmesser und bis zu 0,8 m hoch), tw. überwachsen und bewaldet. | Weitere Bilder |
| 11122000000308 | (Karte) | Dal 6:1               | Dal 6:1 (Hügelgrab / L1936:2880) rundes (etwa 7 m Durchmesser) Hügelgrab, bis zu 1 m hoch im Wald nördlich der Straße „Y 789“ am Nordufer des Lesjön, etwa 1 km östlich Norum | Weitere Bilder |
| 10245700080001 | (Karte) | Dal 8:1               | Dal 8:1 (Hügelgrab / L1936:2363) rundes (ca. 6 m Durchmesser) Hügelgrab beim Ausflugslokal „Ärstaparken“, etwa 1,4 km südlich Kyrkdal am Westrand des Sees Lesjön; bis zu 0,6 m hoch und überwachsen, südlich davon befand sich ehemals noch eine runde (etwa 6 m Durchmesser) Steinsetzung Dal 8:2 (L1936:2362), welche eingeebnet ist. | Weitere Bilder |
| 10245700170001 | (Karte) | Dal 17:1              | Dal 17:1 (Steinsetzung / L1936:2359) runde (etwa 8 m Durchmesser) Steinsetzung, bis zu 0,5 m hoch, bestehend aus bis zu 0,6 m großen Steinen; befindet sich am Westufer des Sees Lesjön bei der Siedlung Näset, bei Grundstück Hållsätter 182                                                                                            | Weitere Bilder |
| 10245700310001 | (Karte) | Dal 31:1              | Dal 31:1 (Steinsetzung / L1936:2960) runde (ca. 8 m Durchmesser) Steinsetzung am Südhang eines bewaldeten Hügels etwa 350 m südlich des Sees Pannsjön und nördlich Dal gelegen, tw. überwachsen | Weitere Bilder |